# Robert Paschke

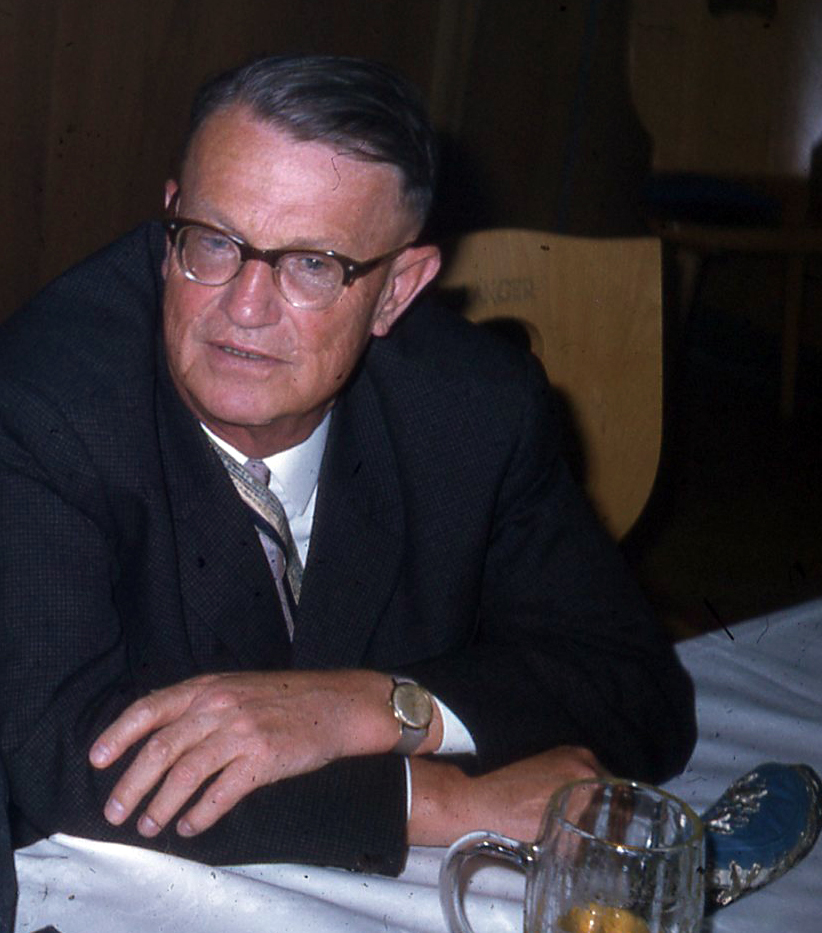
Robert Paschke

Robert Paschke (* 3. Oktober 1905 in Bamberg; † 28. Mai 1985 in Emskirchen) war ein deutscher Arzt und Studentenhistoriker.

## Leben
Paschke, Sohn des Gymnasialprofessors und Konrektors des humanistischen Gymnasiums in Erlangen, Johann Paschke, besuchte die Volksschule in Regensburg, das Alte Gymnasium am Ägidienplatz, die Vorläuferschule des 1962 entstandenen Albertus-Magnus-Gymnasiums und das Gymnasium Fridericianum Erlangen. Ab 1924 studierte er Chemie, später der Medizin und Zahnmedizin an der Friedrich-Alexander-Universität. 1925 wurde er im Corps Bavaria Erlangen recipiert. 1930 bestand er das medizinische Staatsexamen. 1931 wurde er in Erlangen zum Dr. med.  promoviert. 1934 ließ er sich als praktischer Arzt und Geburtshelfer in Emskirchen nieder. 1946 gründete Paschke den Ärztlichen Kreisverband Neustadt-Scheinfeld, dem er bis 1972 vorstand. Von 1954 bis 1974 war er Delegierter beim Bayerischen Ärztetag.

### Studentenhistoriker
Neben seiner beruflichen Tätigkeit befasste sich Paschke schon früh mit Studentengeschichte. 1930 wurde er Mitglied der Historischen Kommission des Kösener Senioren-Convents-Verbandes. 1953 organisierte er die erste Deutsche Studentenhistorikertagung nach dem Zweiten Weltkrieg. Er war maßgeblich an der Konstituierung des Arbeitskreises der Studentenhistoriker beteiligt. Bis 1979 verantwortete er selbst die Durchführung der Tagungen. 1955 war Paschke mit Erich Bauer und Werner Matthäus Gründer des  Vereins für corpsstudentische Geschichtsforschung und bis 1975 dessen Vorsitzender. Von Bauer übernahm er 1969 auch die Schriftleitung des Jahrbuchs Einst und Jetzt. Von 1960 bis 1984 redigierte er die zweimal jährlich erscheinenden studentengeschichtlichen Sonderhefte der Zeitschrift Convent. Sein 1999 von Friedhelm Golücke aus dem Nachlass herausgegebenes Studentenhistorisches Lexikon wurde zum Standardwerk. Paschkes studentengeschichtlicher Nachlass befindet sich im Kösener Archiv im Institut für Hochschulkunde an der Julius-Maximilians-Universität Würzburg (Bestand N 11).

### Schriftstellerarzt
Darüber hinaus verfasste er Gedichte und ein Schauspiel. Im Bayerischen Ärzteblatt betreute er ab 1970 die Rubrik Aeskulap und Pegasus. 1969 war er Mitgründer der bayerischen Landesgruppe der Schriftstellerärzte, für den er auch als Pressereferent tätig war. Der Bundesverband Deutscher Schriftstellerärzte ernannte ihn zum Ehrenmitglied.

## Ehrungen
- Kriegsverdienstkreuz (1939) 2. Klasse mit Schwertern (1941)
- Eisernes Kreuz 2. Klasse
- Verwundetenabzeichen (1939) in Schwarz
- Fabricius-Medaille des Convents Deutscher Akademikerverbände (1965)
- Rudelsburg-Plakette des Verbandes Alter Corpsstudenten (1968)
- Verdienstorden der Bundesrepublik Deutschland, Verdienstmedaille
- Ehrenvorsitzender des Vereins für corpsstudentische Geschichtsforschung (1976)

## Werke
- mit Werner Matthäus: Annalen des Corps Bavaria zu Erlangen 1848–1868. Corps Bavaria, Erlangen 1929.
- Erinnerungen Erlanger Bayern aus den Jahren 1840–1860 (1939).
- Die Korporationen im Urteil der nationalsozialistischen Führung und Presse. In: Der Convent 6 (1955), S. 49–53.
- Der Einfluß des klassischen Idealismus auf die ersten Corps. In: Friedrich Hielscher: Festschrift zum Kösener Kongreß vom 16. bis zum 19. Mai 1956 in Würzburg, Würzburg 1956, S. 6–16.
- Das Corps Plavia Leipzig. Einst und Jetzt. Jahrbuch des Vereins für corpsstudentische Geschichtsforschung, Sonderband 1960, S. 41–46.
- Paul Bertololy Rhenaniae Heidelberg. Corpsstudent, Dichter und Arzt. In: Einst und Jetzt, Bd. 16 (1971), S. 160–176.
- Corps Hansea Bonn 1838–1844/45. In: Einst und Jetzt, Bd. 23 (1978), S. 335–336.
- Studentenhistorisches Lexikon. Gemeinschaft für deutsche Studentengeschichte, SH-Verlag, Köln 1999, ISBN 3-89498-072-9.